# Ruisseau du Port au Féron
Le ruisseau du Port au Féron est un ruisseau français de Normandie, affluent de la Terrette (rive droite) et sous-affluent de la Taute, dans le département de la Manche.

## Géographie
Le ruisseau du Port au Féron prend sa source sur la commune du Hommet d'Arthenay. Elle se joint aux eaux de la Terrette, dans les marais du Cotentin et du Bessin entre les communes de Tribehou et Le Hommet-d'Arthenay, après un parcours de 4,8 km à l'ouest du Pays saint-lois.

## Communes traversées
- Le Hommet-d'Arthenay
- Le Dézert
- Graignes-Mesnil-Angot,
- Tribehou